# Village
Village (укр. Село) — настільна гра у євростилі на історичну тематику з акцентом на управління ресурсами для 2-4 гравців, випущена у 2011 році. Гру розробили Інка Бранд та Маркус Бранд.
Гра отримала нагороди Deutscher Spiele Preis і Kennerspiel des Jahres у 2012 році.

## Ігровий процес
У грі Village гравці керують долею родини та слідкують за її підйомом до визнання у селі. Гравці починають гру з 4 членами родини і повинні керувати ресурсами, часом та діями інших гравців, щоб набрати найбільшу кількість «престижних балів» і виграти гру.
Концепція смерті відіграє важливу роль у грі Village, де час виступає як витратний ресурс. Після певної витрати часу гравці повинні обрати члена родини, який помре, починаючи з «найстаршого». Померлі члени родини можуть бути увічнені в хроніках села (що дає престижні бали) або поховані в анонімних могилах.
На початку кожного раунду на ігрових просторах розміщується обмежена кількість ресурсних кубів. Гравці по черзі підбирають куб і виконують відповідну дію. У грі доступні такі дії:
- Родина — гравець може додати нового члена родини. Загалом можна мати до 11 членів родини за гру.
- Ремесла — гравець може витратити час і ресурси на виготовлення товарів, які приносять різні вигоди.
- Збирання зерна — гравець отримує мішки з зерном, кількість яких залежить від наявних товарів.
- Ринок — усі гравці можуть продавати товари або зерно на ринку для отримання престижних балів.
- Церква — гравець може відправити члена родини до церкви, що приносить престижні бали.
- Ратуша — гравець може розмістити члена родини у ратуші, що коштує ресурсів і часу, але дає престижні бали й інші нагороди.
- Подорожі — гравець може відправити члена родини подорожувати до сусідніх сіл, витрачаючи ресурси та час для отримання престижних балів.
- Колодязь — додаткова дія, яку можна виконати в будь-який час, обмінюючи 3 однакові куби ресурсів на виконання будь-якої з перерахованих вище дій.

Гра закінчується, коли або всі місця у хроніках села зайняті, або всі анонімні могили заповнені. Гравці підраховують свої престижні бали з різних видів діяльності, і той, хто має найвищий результат, перемагає.

## Доповнення
У 2013 році було випущено перше доповнення до гри — Village: Inn. Воно додає дві нові будівлі. Пивоварня дозволяє виготовляти новий вид товару — пиво, а таверна надає можливість впливати на жителів, витрачаючи пиво або монети. Додаток містить 30 карток з унікальними персонажами, кожен з яких надає гравцеві певну вигоду. Доповнення також включає нові фішки клієнтів та компоненти для п'ятого гравця.
У 2014 році випустили друге доповнення — Village: Port. Це доповнення замінює дію подорожей на морські подорожі. Гравці можуть відправити своїх членів родини у подорожі на кораблях, щоб досліджувати острови, продавати місцеві товари, отримувати іноземні товари та знаходити скарби. Доповнення містить 15 унікальних карт капітанів, яких гравці наймають для керування кораблями. Воно також додає картки з «життєвими цілями», які гравці можуть виконати для отримання престижних балів.
Було випущено кілька промо-наборів для гри:
- У 2012 році було випущено промо, яке додає 4 унікальні фішки клієнтів до базової гри.
- У 2014 році випущено друге промо з додатковими фішками клієнтів, які використовуються з доповненнями Village: Inn і Village: Port.
- У 2019 році випущено промо «Super Power» від Pegasus Spiele, яке додає особливу здатність раз на гру з умовою передати карту іншому гравцю після використання.

## Village: Big Box(2023)
У червні 2022 року було анонсовано випуск Village: Big Box на початку 2023 року. Видання включає базову гру, два основних додатки та всі випущені промо-набори. Також додається новий режим «Шлюб» і соло-режим.

## Музика
Віктор Шульц, редактор Eggertspiele, написав пісню до гри, яку він опублікував на YouTube, назвавши її «офіційною піснею» для Village.